# Колиньи, Гаспар IV де
Граф Гаспар IV де Колиньи (фр. Gaspard IV de Coligny; 9 июня 1620, Шатийон-сюр-Луан — 9 февраля 1649, Венсенский замок), герцог де Шатийон, маркиз д'Андело — французский генерал, соратник принца Конде.

## Биография
Сын графа Гаспара III де Колиньи, герцога де Шатийона, маршала Франции, и Анн де Полиньяк. Был крещен по протестантскому обряду 20 июня 1620, восприемниками при крещении были герцог де Ледигьер и мадам де Латремуй.
Первоначально известный как маркиз д'Андело, в 1637 году служил адъютантом у своего отца маршала Шатийона при осаде Ивуа, а в следующем году при осаде Сент-Омера, которую французы, разбитые имперско-испанскими войсками под стенами этого города, сняли 15 июля. В 1639 году в том же качестве служил при деблокировании Музона, осажденного генералом Пикколомини. По смерти графа д'Онзена стал кампмейстером Босского полка (первое жалование получил 1 июля 1639), которым командовал в армии своего отца при отвоевании Ивуа.
В 1640 году в ходе осады Арраса французский отряд овладел форотм Ранцау, но после трех контратак испанцы отбили это укрепление. Маркиз д'Андело при поддержке графа де Грансе предпринял новый штурм и изгнал неприятеля из форта, при этом получив ранение в руку и сильный удар мушкетной пули в доспех.
6 июля 1641 участвовал в проигранной французами битве при Ла Марфе, 24-го, по смерти маркиза де Сенсе, получил Пьемонтский полк, в состав которого были включены остатки Босского полка. В 1642 году под командованием маршала Грамона сражался в битве при Онкуре, в 1643-м под началом герцога Энгиенского в битве при Рокруа. Кампмаршал (27.05.1643), продолжил службу в той же армии при осадах Тьонвиля и Сирка. В мае 1643 «отрекся от Кальвиновой ереси».
В марте 1644 сложил командование Пьемонтским полком, принял титул маркиза де Шатийона и был при осаде Гравелина. В 1645 году служил в Германии в частях герцога Энгиенского, сражался в битве при Нёрдлингене и содействовал взятию Трира.
Владение Шатийон было возведено в ранг герцогства-пэрии под названием Колиньи жалованной грамотой от 18 августа 1643 в пользу Гаспара III, а поскольку это пожалование не было зарегистрировано парламентом, то патентом от 23 февраля 1646 герцогский титул для Гаспара IV был подтвержден, при этом название герцогства было заменено на Шатийон.
Герцог де Шатийон под командованием Энгиена служил при осаде Куртре, затем был переведен в Голландию в войска маршала Грамона. Был генералом французских войск на службе Генеральных штатов. В то время французы «размышляли от осаде Антверпена», но этот проект не был реализован и в 1647-м Колиньи служил в Каталонии под началом принца Конде, 19 марта стал у него командующим кавалерией и должен был возглавить отдельный корпус, «если бы принц посчитал нужным таковой создать». Был при осаде Лериды, снятой 17 июня.
Произведенный 22 марта 1648 в генерал-лейтенанты армий короля, под командованием Конде участвовал в осаде Ипра. Командовал кордебаталией в битве при Лансе и доставил ко двору известие о победе.
Участвовал в блокаде Парижа королевскими войсками во время Парламентской фронды. 8 февраля 1649 был послан принцем против фрондеров, укрепившихся в Шарантоне, при штурме последней баррикады мятежников был ранен выстрелом из мушкета в нижнюю часть живота и умер на следующий день. Был погребен в аббатстве Сен-Дени.
Гаспару IV, обычно именуемому «последним Колиньи», был обещан маршальский жезл.

## Семья
Жена (26.02.1645, Шато-Тьерри): Элизабет-Анжелика де Монморанси-Бутвиль (8.03.1627—24.01.1695), дочь Франсуа де Монморанси-Бутвиля, графа де Люкса, и Элизабет-Анжелики де Вьен. Поскольку невеста, известная как «Прекрасная Бутвиль», была католичкой, а маркизу Андело еще не исполнилось 25 лет, парламентские постановления создавали препятствия для заключения брака. Переговоры между родителями не дали результата и чтобы выйти из затруднения маркиз д'Андело при содействии герцога Энгиенского, ссудившего ему 20 000 ливров, похитил Элизабет-Анжелику и увез ее в Шампань, а затем в принадлежавший герцогу Стене. Герцог Омальский замечает, что мужем он «был скорее страстным, чем верным» и находился в руках такой «удавки» как мадемуазель де Герши, придворной дамы королевы Анны Австрийской, поэтому Элизабет-Анжелика, за благосклонность которой соперничали принц Конде и герцог Немурский, недолго скорбела о потере супруга. Вторым браком она вышла за герцога Кристиана Людвига I Мекленбург-Шверинского
Сын:
- Анри-Гаспар (11.07.1649—25.10.1657), герцог де Шатийон

## Комментарии
1. ↑  Анри-Клод-Шарль-Роже де Бофремон, сын Анри де Бофремона
2. ↑  «Последний Колиньи, предназначенный снова возвысить это великое имя и дать Франции одним капитаном больше» (Cousin, p. 177)